# Liste der Biografien/Mats
Liste der Biografien |
Portal Biografien |
Personensuche
# |
A |
B |
C |
D |
E |
F |
G |
H |
I |
J |
K |
L |
M |
N |
O |
P |
Q |
R |
S |
T |
U |
V |
W |
X |
Y |
Z |
?
 
Ma |
Mb |
Mc |
Md |
Me |
Mf |
Mg |
Mh |
Mi |
Mj |
Mk |
Ml |
Mm |
Mn |
Mo |
Mp |
Mq |
Mr |
Ms |
Mt |
Mu |
Mv |
Mw |
Mx |
My |
Mz
 
Maa |
Mab |
Mac |
Mad |
Mae |
Maf |
Mag |
Mah |
Mai |
Maj |
Mak |
Mal |
Mam |
Man |
Mao |
Map |
Maq |
Mar |
Mas |
Mat |
Mau |
Mav |
Maw |
Max |
May |
Maz
 
Mata |
Matb |
Matc |
Mate |
Matf |
Math |
Mati |
Matj |
Matk |
Matl |
Matm |
Matn |
Mato |
Matr |
Mats |
Matt |
Matu |
Matv |
Matw |
Maty |
Matz
Die Liste der Biografien führt alle Personen auf, die in der deutschsprachigen Wikipedia einen Artikel haben. Dieses ist eine Teilliste mit 444 Einträgen von Personen, deren Namen mit den Buchstaben „Mats“ beginnt.

## Mats

### Matsa
- Matsa, Aspasia (* 1885), griechische Tennisspielerin
- Matsalu, Juho (1911–1987), estnischer Fußballspieler
- Matsangaíssa, André (1950–1979), mosambikanischer Rebellenführer der RENAMO
- Matsas, Alexandros (1910–1969), griechischer Dramatiker, Poet und Diplomat

### Matsb
- Matsbo, Martin (1911–2002), schwedischer Skilangläufer

### Matsc
- Matsch, Arnold von († 1221), Bischof von Chur (1209–1221)
- Matsch, Elisabeth von, Ehefrau, Witwe und Erbin des Grafen Friedrich VII. von Toggenburg
- Matsch, Franz (1861–1942), österreichischer Maler und Bildhauer des JugendstilsFranz Matsch (1861–1942)

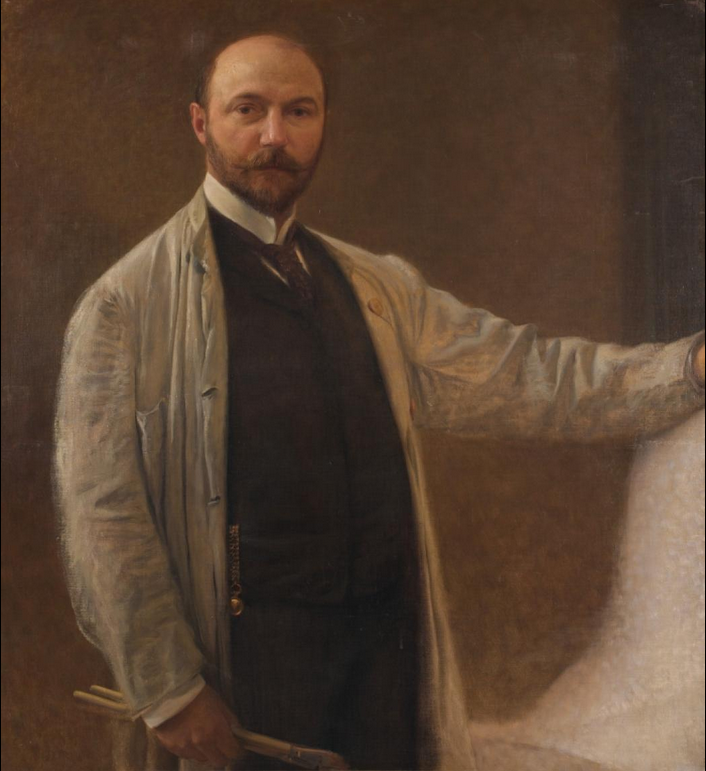
Franz Matsch (1861–1942)

- Matsch, Gaudenz von († 1504), Adeliger aus dem Geschlecht der Matscher
- Matsch, Norbert (* 1969), österreichischer Kirchenkapellmeister
- Matschaidse, Nino (* 1983), georgische Opernsängerin in der Stimmlage Sopran
- Matschaidse, Salome (* 1973), georgische Künstlerin und Filmemacherin
- Matschak, Hans (1901–1979), deutscher Ingenieur und Hochschullehrer
- Matschak, Harry (* 1939), deutscher Fußballspieler
- Matschanow, Nasar (1923–2010), sowjetischer bzw. usbekischer Politiker
- Matschat, Berthold (* 1963), deutscher Jazz- und Studiomusiker (Piano, Mundharmonika, Komposition) und Produzent
- Matschawariani, Aleksi (1913–1995), georgischer Komponist
- Matsche, Franz (1939–2017), deutscher Kunsthistoriker und Hochschullehrer
- Matsché, Norbert (* 1942), österreichischer Chemiker
- Matscheko, Eduard (* 1970), österreichischer Geiger, Dirigent und Chorleiter
- Matschenz, Dirk (* 1979), deutscher-niederländisch-norwegischer Skeletonpilot und Trainer
- Matschenz, Jacob (* 1984), deutscher SchauspielerJacob Matschenz (* 1984)

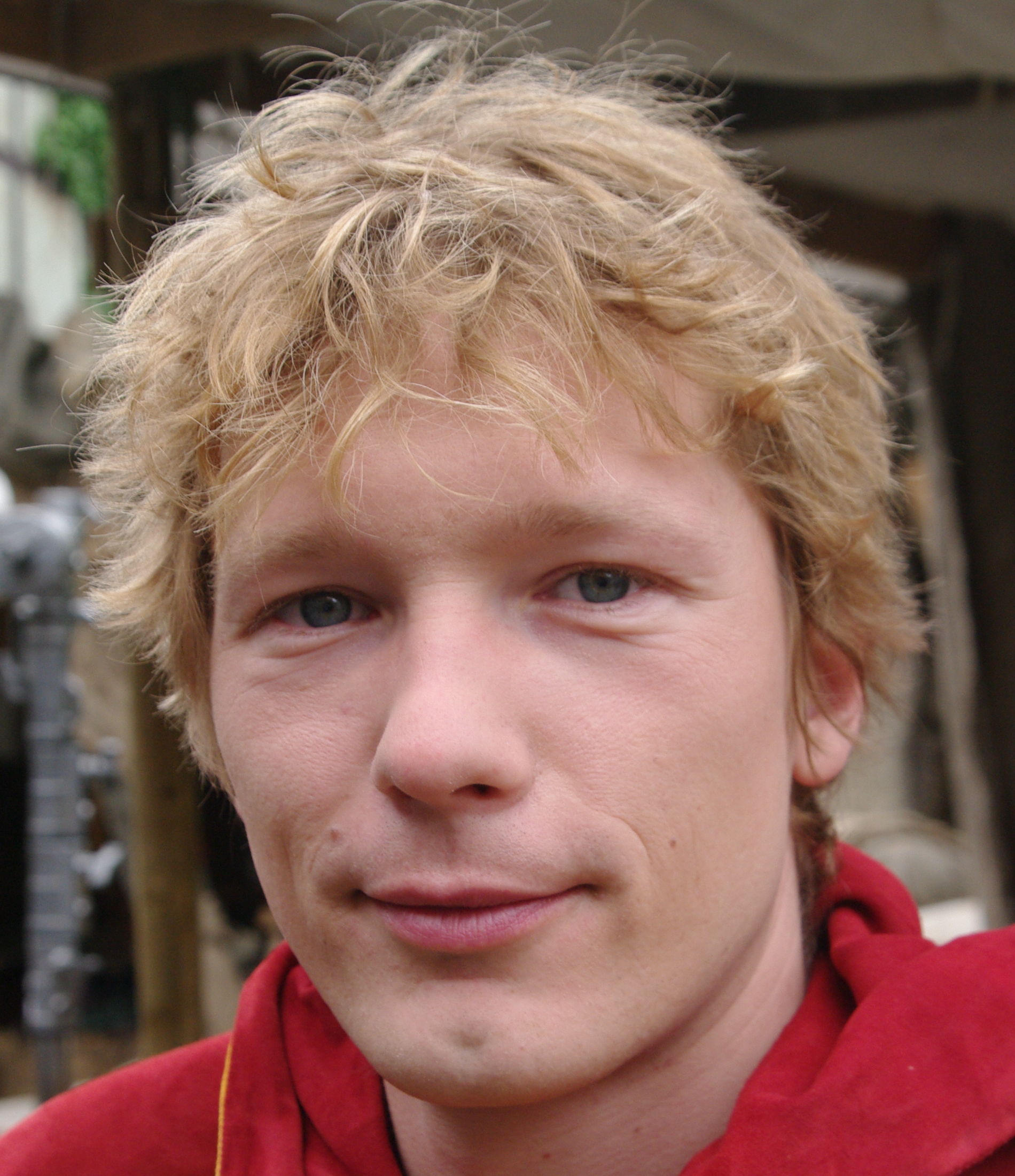
Jacob Matschenz (* 1984)

- Matscher, Anna (1961–2025), italienische Sterneköchin (Südtirol)
- Matscher, Franz (1928–2021), italienisch-österreichischer Rechtswissenschaftler
- Matschie, Christoph (* 1961), deutscher Politiker (SPD), MdB, MdL
- Matschie, Jürgen (* 1953), deutscher Fotograf
- Matschie, Paul (1861–1926), deutscher Zoologe
- Matschik, Martin (1888–1958), österreichischer Zisterzienser
- Matschina, Magdalena (* 2005), deutsche Rennrodlerin
- Matschiner, Hermann (1935–2022), deutscher Chemiker und Hochschullehrer
- Matschiner, Stefan (* 1975), österreichischer Mittelstreckenläufer und Sportmanager, zentrale Figur eines Dopingskandals
- Matschinski, Herbert (* 1918), deutscher Fußballspieler
- Matschinsky, Franz M. (1931–2022), deutsch-US-amerikanischer Mediziner und Biochemiker
- Matschinsky, Martin (1921–2020), deutscher Bildhauer
- Matschinsky-Denninghoff, Brigitte (1923–2011), deutsche Bildhauerin und Zeichnerin
- Matschke Engel, Maria (* 2001), deutsche Schauspielerin und Hörspielsprecherin
- Matschke, Benjamin (* 1982), deutscher Handballspieler und -trainer
- Matschke, Jochen (* 1985), deutscher Schauspieler
- Matschke, Klaus-Peter (1938–2020), deutscher Byzantinist und Mittelalterhistoriker
- Matschke, Kurt (1908–1984), deutscher SS-Hauptsturmführer
- Mätschke, Lisa-Marie (* 1995), deutsche Tennisspielerin
- Matschke, Lutz (* 1959), deutsch-argentinischer Künstler
- Matschke, Manfred Jürgen (* 1943), deutscher Ökonom
- Matschke, Martin (1932–2017), deutscher Bildhauer, Maler und Holzschneider
- Matschke, Matthias (* 1968), deutscher SchauspielerMatthias Matschke (* 1968)

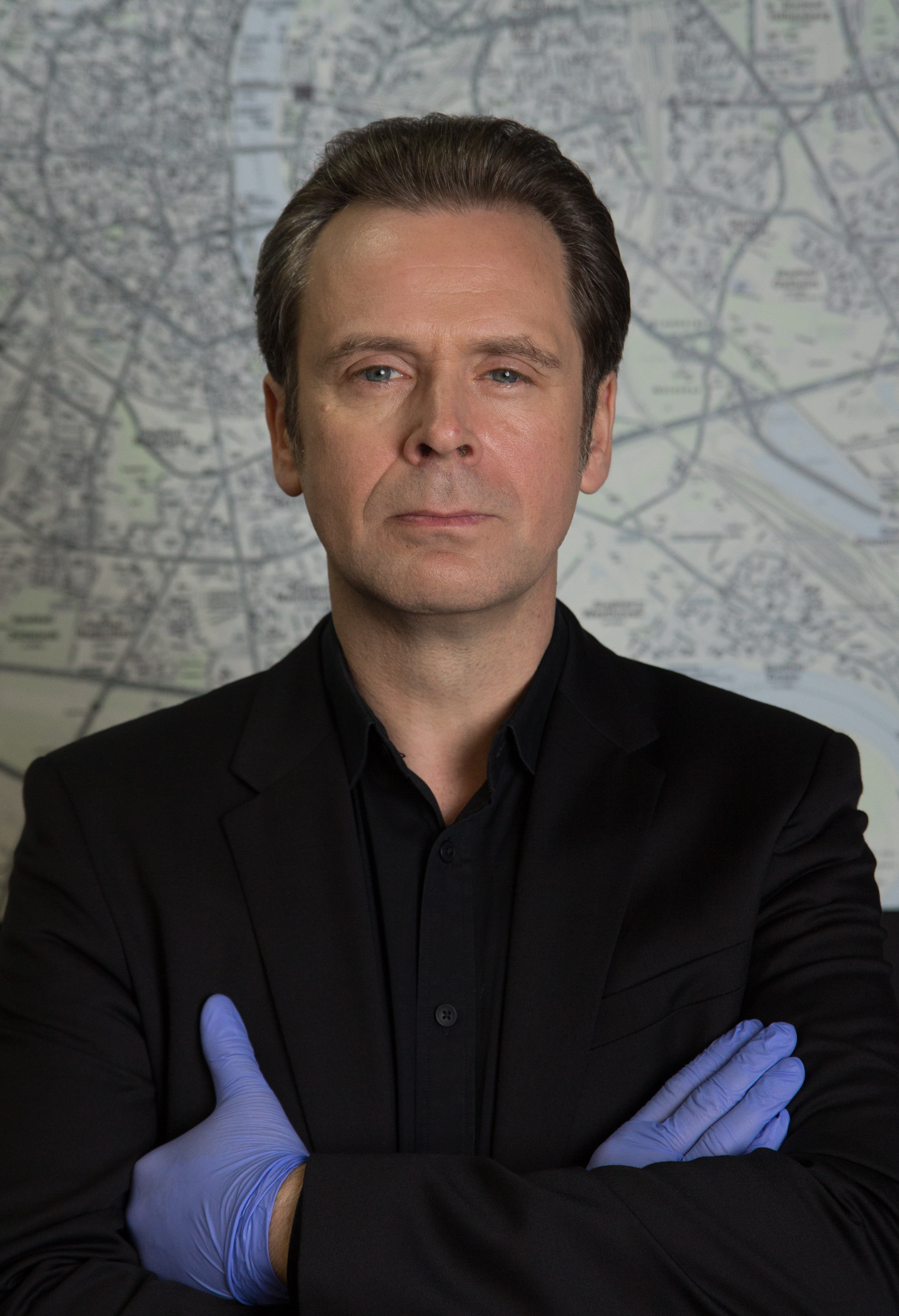
Matthias Matschke (* 1968)

- Matschke, Werner (1932–2014), deutscher Dirigent und Chorleiter
- Matschke, Wolfgang (1937–2006), deutscher Jurist
- Matschke, Xenia (* 1969), deutsche Wirtschaftswissenschaftlerin
- Matschl, Christa (1943–2024), deutsche Politikerin (CSU), MdL
- Matschl, Gustav (1932–2012), deutscher Politiker (CSU), MdL
- Matschnig, Lori (1838–1920), österreichische Malerin
- Matschnig, Monika (* 1974), österreichische Volleyballnationalspielerin und Psychologin
- Matschoß, Conrad (1871–1942), deutscher Ingenieur, Hochschullehrer, Historiker und Publizist
- Matschoss, Michel (* 1943), deutscher Spieleautor
- Matschoss, Ulrich (1917–2013), deutscher Bühnen- und Filmschauspieler
- Matschugowski, Nikolai Iwanowitsch (1865–1914), russischer General
- Matschulat, Annelise (1923–2007), deutsche Schauspielerin
- Matschulla, Claudia (* 1960), deutsche Schauspielerin, Hörspielsprecherin und Drehbuchautorin
- Matschurat, Heinz (1920–2020), deutscher Autor, Komponist und Schlagertexter

### Matse
- Matsenjwa, Sibusiso (* 1988), eswatinischer Sprinter
- Matsepe-Casaburri, Ivy (1937–2009), südafrikanische Politikerin

### Matsh
- Matshaba, Phemelo (* 2005), südafrikanischer Hindernisläufer
- Matshameko, Agrippa (* 1970), botswanischer Sprinter
- Matshikiza, Pat (1938–2014), südafrikanischer Jazzpianist
- Matshikiza, Pumeza (* 1979), südafrikanische Opernsängerin
- Matshikiza, Todd (1921–1968), südafrikanischer Journalist, Komponist und Jazzpianist

### Matsi
- Matsima, Chrislain (* 2002), französisch-kongolesischer FußballspielerChrislain Matsima (* 2002)

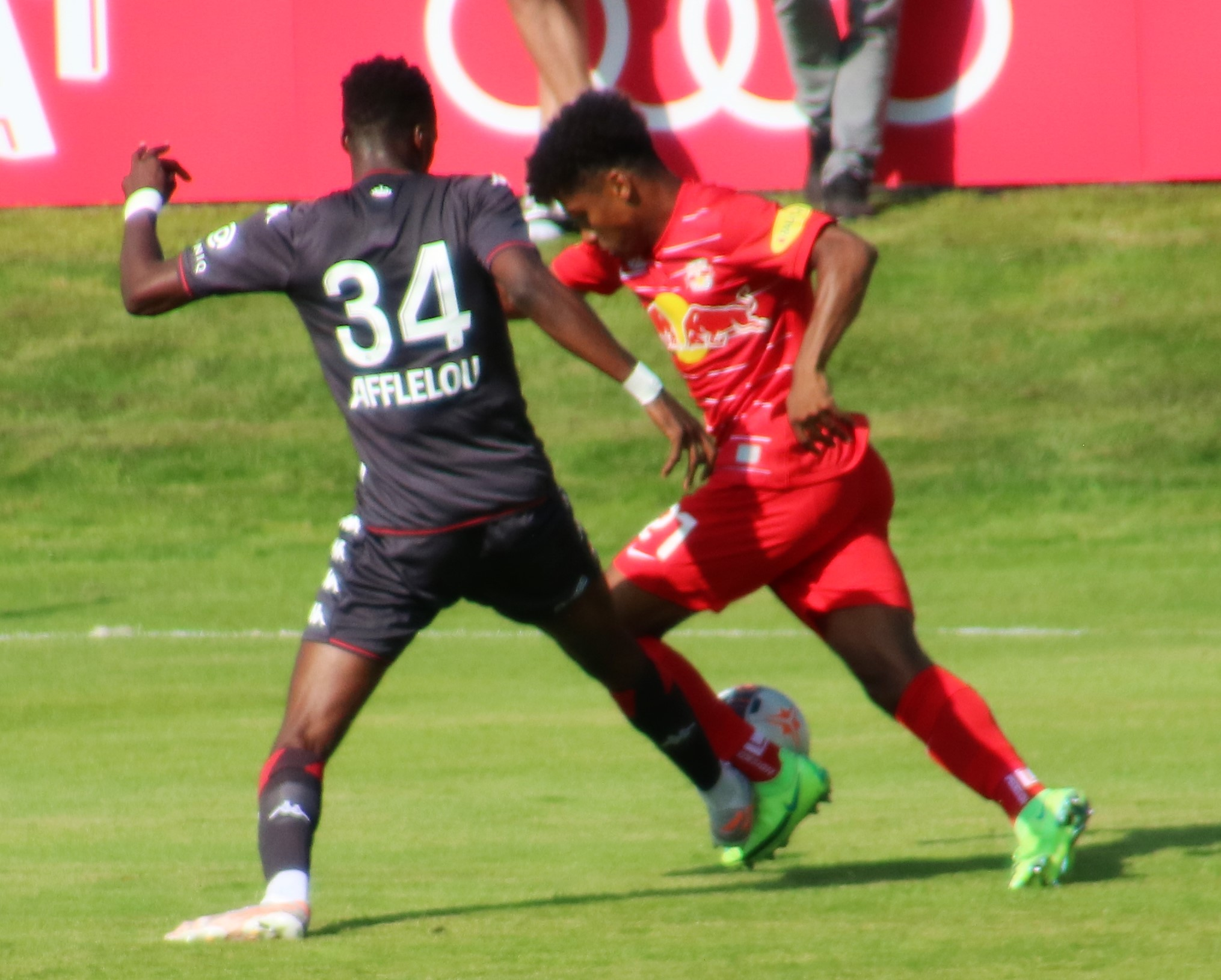
Chrislain Matsima (* 2002)

- Matsin, Paavo (* 1970), estnischer Schriftsteller

### Matsk
- Matsko, Johann Matthias (1721–1796), Astronom, Mathematiker und Hochschullehrer

### Matso
- Matson, Aaron (1770–1855), US-amerikanischer Politiker
- Matson, April (* 1981), US-amerikanische Schauspielerin
- Matson, Courtland C. (1841–1915), US-amerikanischer Politiker
- Matson, Kristo (* 1980), estnischer Komponist
- Matson, Ollie (1930–2011), US-amerikanischer Leichtathlet, American-Football-Spieler und -Trainer
- Matson, Randy (* 1945), US-amerikanischer Leichtathlet
- Matson, Robert D. (* 1962), amerikanischer Amateurastronom
- Matsoso, Tsebo (* 1999), südafrikanischer Sprinter
- Matsoukas, Eleftherios (* 1990), griechischer Fußballspieler
- Matsoukas, Melina (* 1981), griechisch-amerikanische Musikvideo-Regisseurin
- Matsov, Roman (1917–2001), estnischer Dirigent

### Matsu
- Matsu Higa, okinawaischer Karateka

#### Matsub
- Matsubara, Arisa (* 1995), japanische Fußballspielerin
- Matsubara, Hiroki (* 1973), japanischer Fußballspieler
- Matsubara, Hisako (* 1935), japanische Schriftstellerin
- Matsubara, Jin (* 1956), japanischer Politiker
- Matsubara, Ken (* 1993), japanischer Fußballspieler
- Matsubara, Ken’ichi (* 1934), japanischer Molekularbiologe
- Matsubara, Kiyomatsu (1907–1968), japanischer Meeresbiologe, Ichthyologe und Herpetologe
- Matsubara, Kō (* 1996), japanischer Fußballspieler
- Matsubara, Miki (1959–2004), japanische Sängerin, Liedtexterin und Komponistin
- Matsubara, Naoko (* 1937), japanisch-kanadische Holzschnitt-Künstlerin
- Matsubara, Shūhei (* 1992), japanischer Fußballspieler
- Matsubara, Sōta (* 2002), japanischer Fußballspieler
- Matsubara, Sumire (* 1990), japanische Filmschauspielerin, Sängerin und Model
- Matsubara, Tadaaki (* 1977), japanischer Fußballspieler
- Matsubara, Takehisa (* 1937), japanischer Kommunalpolitiker, Bürgermeister von Nagoya
- Matsubara, Takeo (1921–2014), japanischer Physiker
- Matsubara, Yoshika (* 1974), japanischer Fußballspieler
- Matsubara, Yūki (* 1988), japanischer Fußballspieler
- Matsubayashi, Keigetsu (1876–1963), japanischer Maler

#### Matsud
- Matsuda, Eiko (1952–2011), japanische Schauspielerin
- Matsuda, Eitarō (* 2001), japanischer Fußballspieler
- Matsuda, Fumi (* 1943), japanisch-schweizerische Tänzerin
- Matsuda, Gen (* 1982), japanischer Musiker
- Matsuda, Gonroku (1896–1986), japanischer Lack-Künstler
- Matsuda, Haruko (* 1972), japanische Badmintonspielerin
- Matsuda, Hayate (* 2003), japanischer Fußballspieler
- Matsuda, Hideki (* 1981), japanischer Fußballspieler
- Matsuda, Hiroshi (* 1960), japanischer Fußballspieler
- Matsuda, Jūjirō (1875–1952), japanischer Industrieller
- Matsuda, Kazuya (* 1973), japanischer Fußballspieler
- Matsuda, Keita (* 2000), japanischer Fußballspieler
- Matsuda, Kenta (* 1984), japanischer Fußballspieler
- Matsuda, Kōsuke (* 1986), japanischer Fußballspieler
- Matsuda, Masahisa (1845–1914), japanischer Politiker während der Meiji-Zeit
- Matsuda, Masatoshi (* 1980), japanischer Fußballspieler
- Matsuda, Michiko (* 1966), japanische Fußballspielerin
- Matsuda, Misaki (* 1998), japanische Tennisspielerin
- Matsuda, Mitsuhiro (1934–2008), japanisch er Mode-Designer
- Matsuda, Mizuki (* 1995), japanische Leichtathletin
- Matsuda, Naoki (1977–2011), japanischer Fußballspieler
- Matsuda, Naoyuki (1898–1995), japanischer Bildhauer
- Matsuda, Riki (* 1991), japanischer Fußballspieler
- Matsuda, Riku (* 1991), japanischer Fußballspieler
- Matsuda, Riku (* 1999), japanischer Fußballspieler
- Matsuda, Rinko (* 2005), japanische Tennisspielerin
- Matsuda, Satsumi (* 1993), japanische Synchronsprecherin
- Matsuda, Seiko (* 1962), japanische Sängerin
- Matsuda, Takeo (* 1961), japanischer Fußballspieler
- Matsuda, Takeshi (* 1984), japanischer Schwimmer
- Matsuda, Tatsuya (* 1965), japanischer Synchronsprecher (Seiyū)
- Matsuda, Temma (* 1995), japanischer Fußballspieler
- Matsuda, Tomomi (* 1982), japanische Badmintonspielerin
- Matsuda, Tsugio (* 1979), japanischer Automobilrennfahrer
- Matsuda, Tsuneji (1895–1970), japanischer Industrieller und langjähriger Präsident der Tōyō Kōgyō K.K. (Mazda Motor Corporation)
- Matsuda, Tsutomu (* 1983), japanischer Fußballspieler
- Matsuda, Yasuko (1937–2021), japanische Kugelstoßerin
- Matsuda, Yoshinori (* 1974), japanischer Fußballspieler
- Matsuda, Yūsaku (1949–1989), japanischer Schauspieler
- Matsuda, Yūsuke (* 1991), japanischer Fußballspieler
- Matsuda, Yutaka (1942–1998), japanischer Künstler und Kunstpädagoge
- Matsudaira, Hirotada (1526–1549), Burgherr von Okazaki und Oberhaupt der Matsudaira
- Matsudaira, Ietada (1555–1600), japanischer Feldherr
- Matsudaira, Katamori (1836–1893), Samurai und Daimyō von Aizu
- Matsudaira, Ken (* 1953), japanischer Schauspieler
- Matsudaira, Kenji (* 1989), japanischer Tischtennisspieler
- Matsudaira, Kenta (* 1991), japanischer Tischtennisspieler
- Matsudaira, Kōtō (1903–1994), japanischer Diplomat
- Matsudaira, Nobutsuna (1596–1662), japanischer Daimyō
- Matsudaira, Sadanobu (1759–1829), Daimyō des japanischen Fürstentums Shirakawa
- Matsudaira, Tadanao (1595–1650), japanischer Daimyō
- Matsudaira, Tadayoshi (1580–1607), japanischer Daimyō
- Matsudaira, Yoriaki (1931–2023), japanischer Komponist
- Matsudaira, Yoritsune (1907–2001), japanischer Komponist
- Matsudaira, Yoshinaga (1828–1890), japanischer Daimyō

#### Matsue
- Matsue, Shigeyori (1602–1680), japanischer Haiku-Dichter
- Matsueda, Hiroki (* 1993), japanischer Langstreckenläufer
- Matsueda, Yoshiyuki (* 1962), japanischer Radrennfahrer

#### Matsuf
- Matsufuji, Masanobu (* 1992), japanischer Fußballspieler

#### Matsug
- Matsugasaki, Tsumunaga (1858–1921), japanischer Architekt
- Matsugi, Nobuhiko (1932–2016), japanischer Schriftsteller

#### Matsuh
- Matsuhashi, Aki (* 1992), japanische Skispringerin
- Matsuhashi, Masaru (* 1985), japanischer Fußballspieler
- Matsuhashi, Rikizō (* 1968), japanischer Fußballspieler
- Matsuhashi, Satoru (* 1961), japanischer Skispringer
- Matsuhashi, Shōta (* 1982), japanischer Fußballspieler
- Matsuhashi, Takashi (* 1932), japanischer Skilangläufer
- Matsuhashi, Yūan (* 2001), japanischer Fußballspieler
- Matsuhisa, Nobu (* 1949), japanischer Koch

#### Matsui
- Matsui, Bob (1941–2005), US-amerikanischer Politiker
- Matsui, Chinatsu (* 1977), japanische Squashspielerin
- Matsui, Daisuke (* 1981), japanischer Fußballspieler
- Matsui, Doris (* 1944), US-amerikanische Politikerin
- Matsui, Fuyuko (* 1974), zjapanische Künstlerin
- Matsui, Haruki (* 2002), japanischer Fußballspieler
- Matsui, Hideki (* 1974), japanischer Baseballspieler
- Matsui, Hideyuki (* 1964), japanischer Radrennfahrer
- Matsui, Hikaru (* 1998), japanischer Fußballspieler
- Matsui, Ichirō (* 1964), japanischer Politiker
- Matsui, Iwane (1878–1948), japanischer General und kommandierender Offizier der japanischen Truppen, die 1937 für das Massaker von Nanjing verantwortlich warenMatsui Iwane (1878–1948)

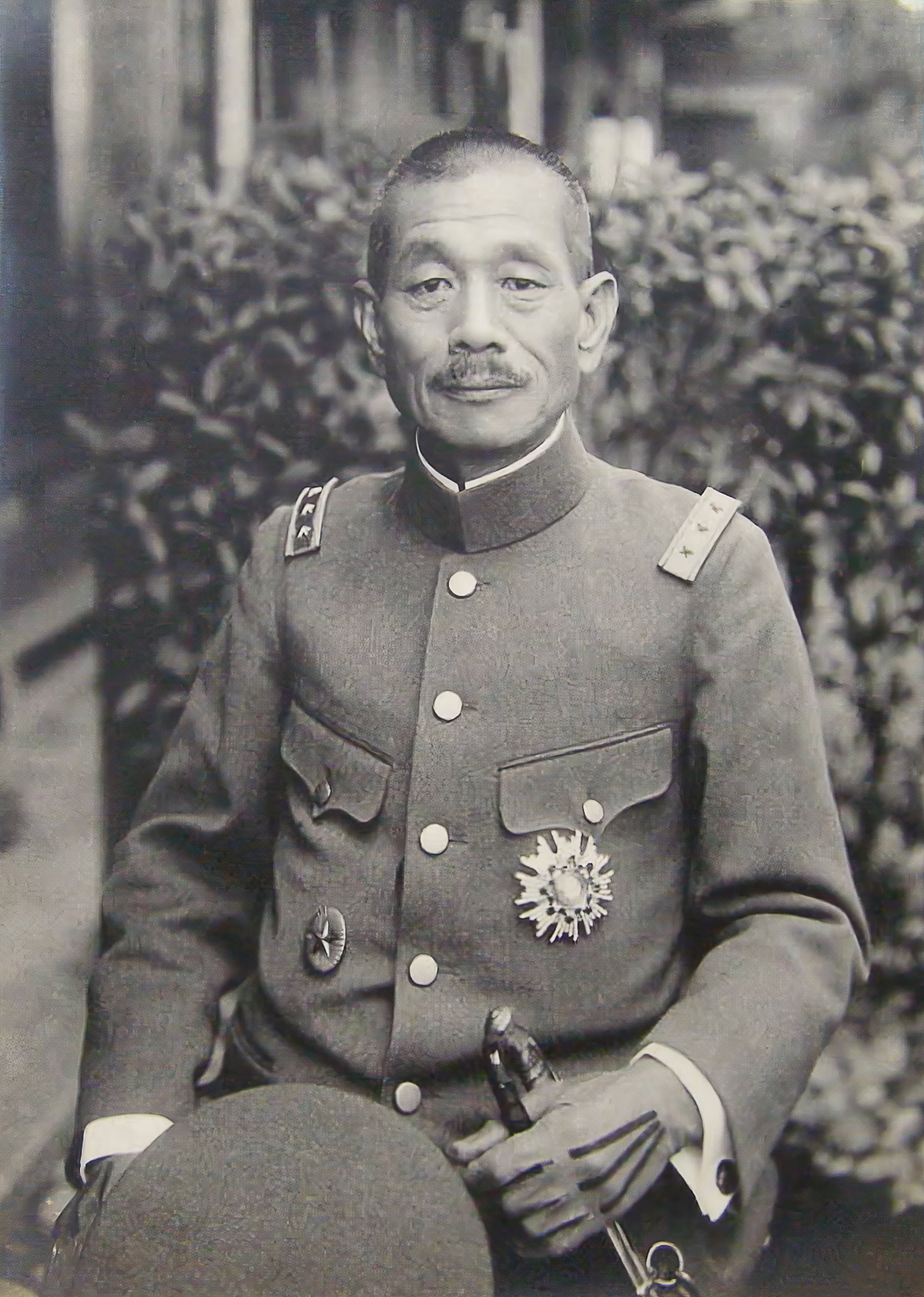
Matsui Iwane (1878–1948)

- Matsui, Keiko (* 1961), japanische Keyboarderin und Komponistin
- Matsui, Ken’ya (* 1985), japanischer Fußballtorhüter
- Matsui, Kiyotaka (* 1961), japanischer Fußballtorhüter
- Matsui, Kōsei (1927–2003), japanischer Kunsthandwerker und lebender Nationalschatz
- Matsui, Renji (* 2000), japanischer Fußballspieler
- Matsui, Sumako (1886–1919), japanische Schauspielerin und Sängerin
- Matsui, Takafumi (1946–2023), japanischer Planetologe und Geophysiker
- Matsui, Takashi (* 1940), japanischer Nordischer Kombinierer und Skispringer
- Matsui, Takurō (1887–1969), Generalleutnant der kaiserlich japanischen Armee
- Matsui, Toshihide (* 1978), japanischer Tennisspieler
- Matsui, Tsunematsu (* 1960), japanischer Musiker
- Matsuishi, Kazuhiro, japanischer Jazzmusiker

#### Matsuk
- Matsukata, Kōjirō (1865–1950), japanischer Industrieller und Kunstsammler
- Matsukata, Masayoshi (1835–1924), japanischer Industrieller und Politiker
- Matsukawa, Tomoaki (* 1973), japanischer Fußballspieler
- Matsukaze, Kōichi (1948–2023), japanischer Jazzmusiker
- Matsuki, Kuryū (* 2003), japanischer Fußballspieler
- Matsuki, Miyu (1977–2015), japanische Synchronsprecherin (Seiyū)
- Matsuki, Rojin (1927–2017), japanischer Maler im Yōga-Stil
- Matsuki, Seiya (* 1994), japanischer Fußballspieler
- Matsuki, Shunnosuke (* 1996), japanischer Fußballspieler
- Matsuki, Tōkō (1836–1891), japanischer Ukiyo-e-Künstler und Verleger
- Matsuki, Tsunehide (1948–2017), japanischer Jazzmusiker
- Matsuki, Yasutarō (* 1957), japanischer Fußballspieler und -trainer
- Matsuko Deluxe (* 1972), japanischer Entertainer
- Matsukura, Katsuie (1597–1638), japanischer Daimyo
- Matsukura, Shigemasa (1574–1630), japanischer Daimyō

#### Matsul
- Matsulevitš, Tiit (* 1958), estnischer Diplomat, Journalist und Politiker, Mitglied des Riigikogu

#### Matsum
- Matsumaru, Teiichi (1909–1997), japanischer Fußballspieler
- Matsumiya, Takayuki (* 1980), japanischer Langstreckenläufer
- Matsumoto, Ayumu (* 1998), japanischer Fußballspieler
- Matsumoto, Cazuo (* 1985), brasilianischer Tischtennisspieler
- Matsumoto, Daiju (* 1977), japanischer Fußballspieler
- Matsumoto, Daiki (* 1991), japanischer Fußballspieler
- Matsumoto, Daisuke (* 1998), japanischer Fußballspieler
- Matsumoto, Fujiya (1932–2022), japanischer Regattasegler
- Matsumoto, Fūko (1840–1923), japanischer Maler der Nihonga-Richtung
- Matsumoto, Gyōji (1934–2019), japanischer Fußballspieler und -trainer
- Matsumoto, Haruna (* 1993), japanische Snowboarderin
- Matsumoto, Haruzō, Japanischer Szenenbildner
- Matsumoto, Hidehiko (1926–2000), japanischer Jazzsaxophonist
- Matsumoto, Hideto (1964–1998), japanischer Visual Kei und J-Rock-Musiker
- Matsumoto, Hiroshi, japanischer Jazzmusiker
- Matsumoto, Hiroya (* 2000), japanischer Fußballspieler
- Matsumoto, Hiroyuki (* 1989), japanischer Fußballspieler
- Matsumoto, Hitoshi (* 1963), japanischer Comedian, Produzent und RegisseurHitoshi Matsumoto (* 1963)

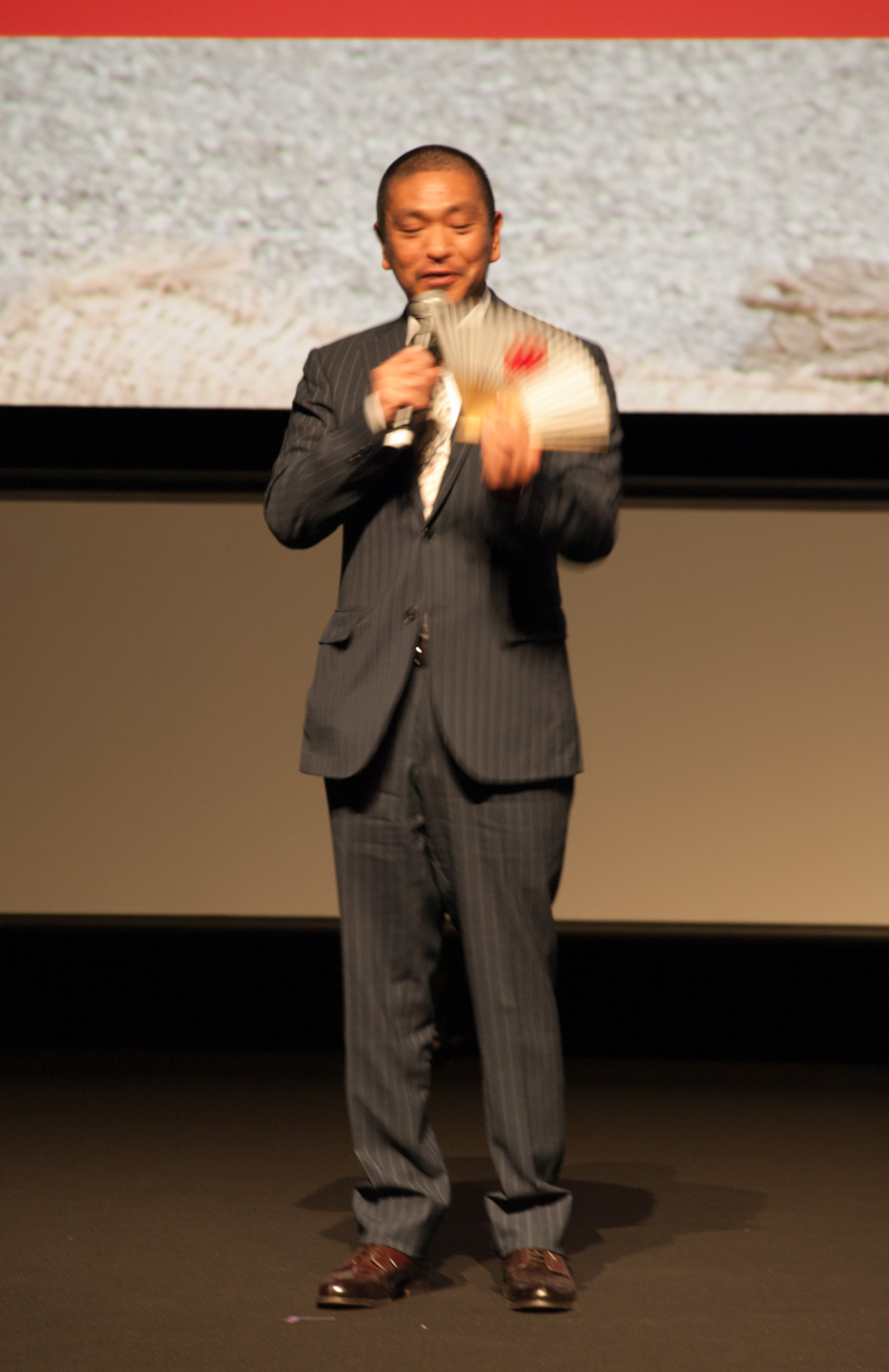
Hitoshi Matsumoto (* 1963)

- Matsumoto, Ichiyō (1893–1952), japanischer Maler
- Matsumoto, Ikuo (* 1941), japanischer Fußballspieler und -trainer
- Matsumoto, Izumi (1958–2020), japanischer Manga-Zeichner
- Matsumoto, Jōji (1877–1954), japanischer Rechtsgelehrter
- Matsumoto, Jon (* 1986), deutsch-kanadischer Eishockeyspieler
- Matsumoto, Jun (* 1983), japanischer Schauspieler und Sänger
- Matsumoto, Kanta (* 1998), japanischer Fußballspieler
- Matsumoto, Kaori (* 1987), japanische Judoka
- Matsumoto, Keiji (1949–2015), japanischer Automobilrennfahrer
- Matsumoto, Keisuke (* 1988), japanischer Fußballspieler
- Matsumoto, Ken (* 1987), japanischer Fußballspieler
- Matsumoto, Ken Tshizanga (* 2002), japanischer Fußballspieler
- Matsumoto, Kenta (* 1997), japanischer Fußballspieler
- Matsumoto, Kōhei (* 1994), japanischer Fußballspieler
- Matsumoto, Kōshirō (1910–1982), japanischer Kabuki-Schauspieler
- Matsumoto, Leiji (1938–2023), japanischer MangakaLeiji Matsumoto (1938–2023)

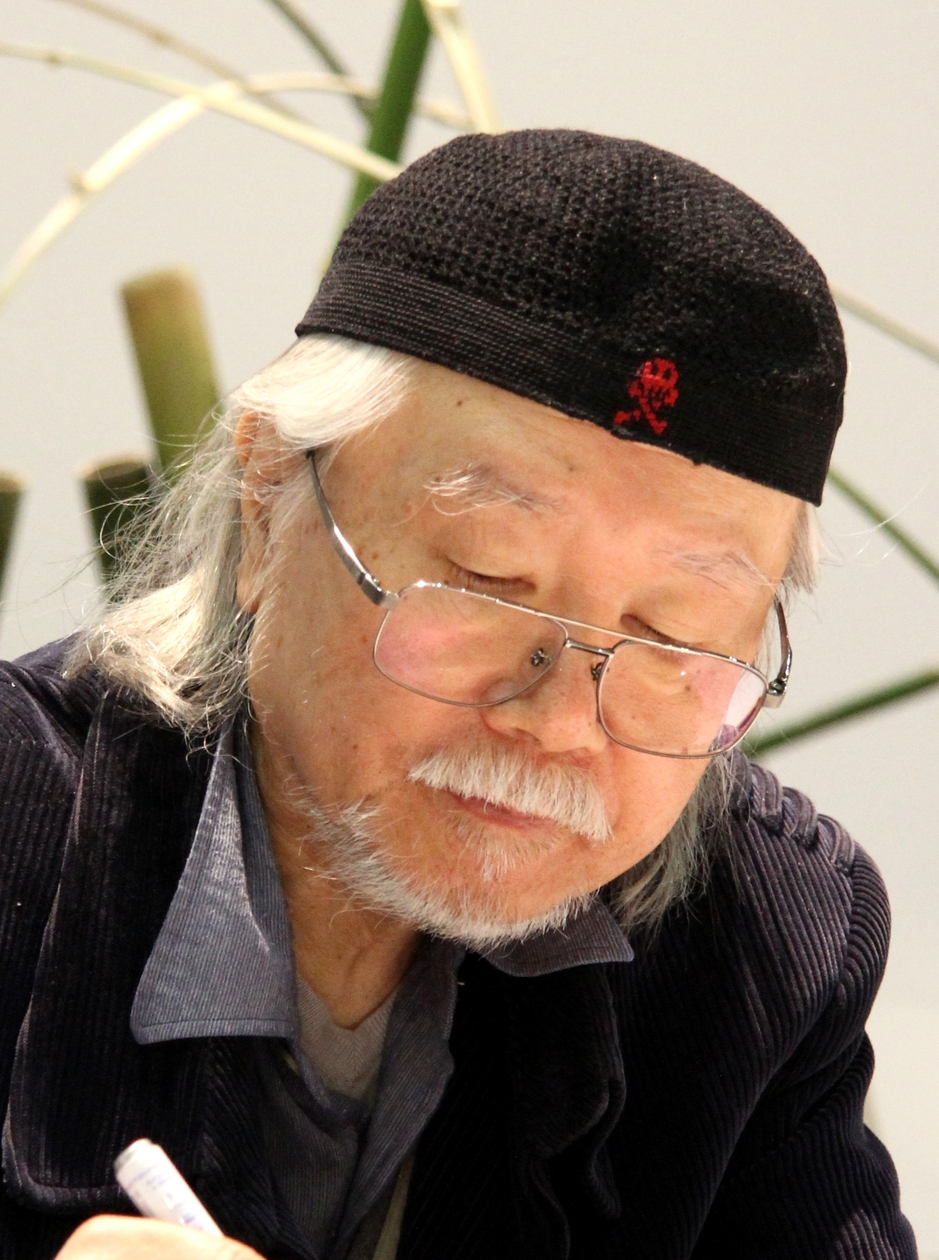
Leiji Matsumoto (1938–2023)

- Matsumoto, Makoto (1920–2005), japanischer Mathematiker
- Matsumoto, Makoto (* 1965), japanischer Mathematiker
- Matsumoto, Masaya (* 1995), japanischer Fußballspieler
- Matsumoto, Mayu (* 1995), japanische Badmintonspielerin
- Matsumoto, Nagi (* 2001), japanischer Fußballspieler
- Matsumoto, Nanako (* 1996), japanische Sprinterin
- Matsumoto, Naoya (* 1997), japanischer Fußballspieler
- Matsumoto, Rei (* 1988), japanischer Fußballspieler
- Matsumoto, Rica (* 1968), japanische Schauspielerin, Synchronsprecherin und Sängerin
- Matsumoto, Ryōta (* 1990), japanischer Fußballspieler
- Matsumoto, Ryota (* 2002), japanischer Fußballspieler
- Matsumoto, Ryū (1951–2018), japanischer Politiker der Demokratischen Partei (Yokomichi-Gruppe)
- Matsumoto, Ryūtarō (* 1986), japanischer Ringer
- Matsumoto, Seichō (1909–1992), japanischer SchriftstellerMatsumoto Seichō (1909–1992)

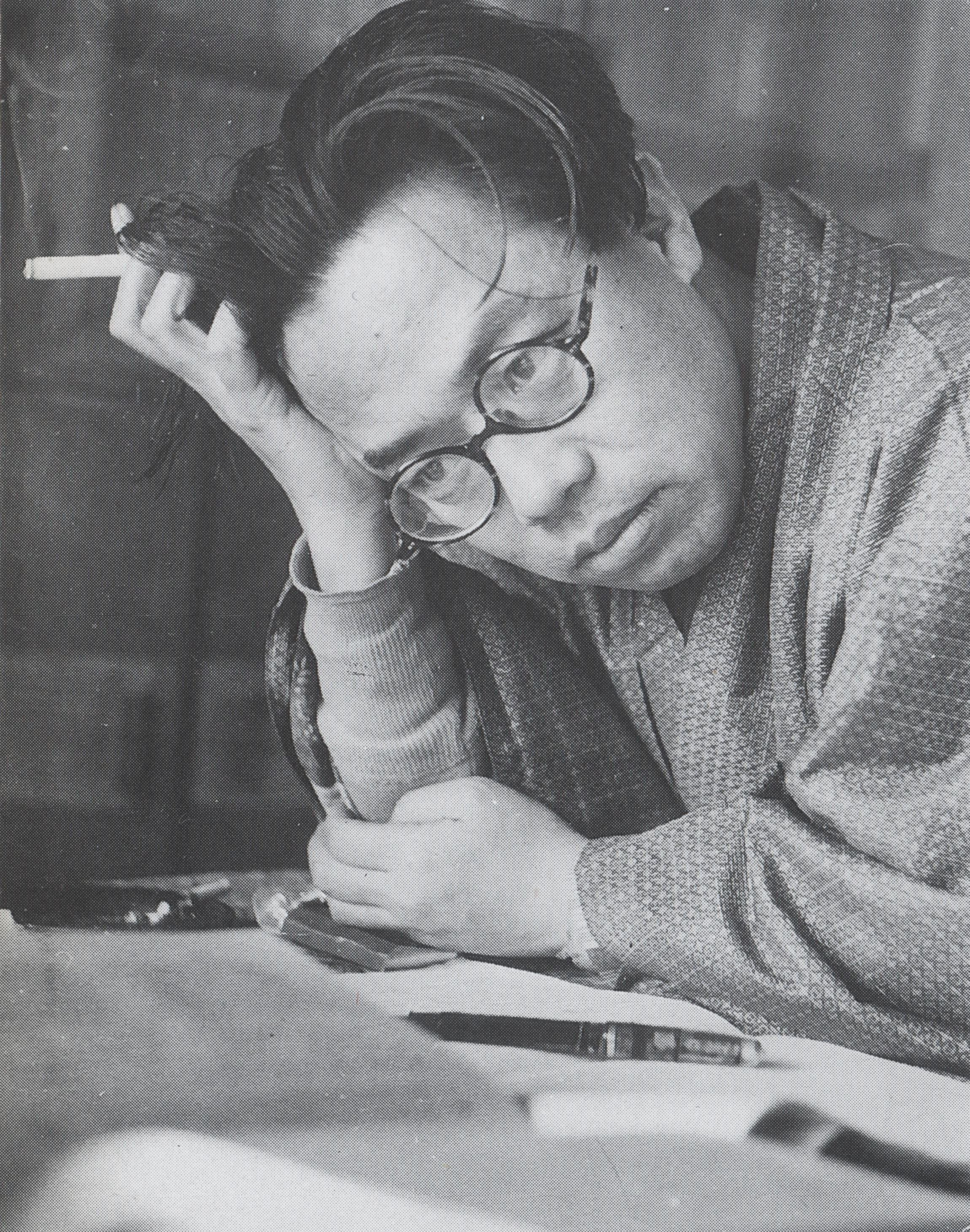
Matsumoto Seichō (1909–1992)

- Matsumoto, Shigeharu (1899–1989), japanischer Journalist
- Matsumoto, Shisui (1887–1972), japanischer Maler der Nihonga-Richtung
- Matsumoto, Shō (* 1992), japanischer Fußballspieler
- Matsumoto, Shun’ichi (1897–1987), japanischer Diplomat und Abgeordneter
- Matsumoto, Shunsuke (1912–1948), japanischer Maler im Yōga-Stil
- Matsumoto, Taishi (* 1998), japanischer Fußballspieler
- Matsumoto, Taiyō (* 1967), japanischer Manga-Zeichner
- Matsumoto, Takahiro (* 1961), japanischer Gitarrist, Songschreiber und Komponist
- Matsumoto, Takashi (1906–1956), japanischer Schriftsteller
- Matsumoto, Takatoshi (* 1983), japanischer Fußballspieler
- Matsumoto, Takeaki (* 1959), japanischer Politiker
- Matsumoto, Takuya (* 1989), japanischer Fußballspieler
- Matsumoto, Temari, japanische Comiczeichnerin
- Matsumoto, Tōru (* 1977), japanischer Badmintonspieler
- Matsumoto, Tosh (1920–2010), US-amerikanischer Fotograf
- Matsumoto, Yasushi (* 1969), japanischer Fußballspieler
- Matsumoto, Yōsuke (* 1990), japanischer Fußballspieler
- Matsumoto, Yūki (* 1989), japanischer Fußballspieler
- Matsumoto, Yukihiro (* 1965), japanischer Open-Source-ProgrammiererYukihiro Matsumoto (* 1965)

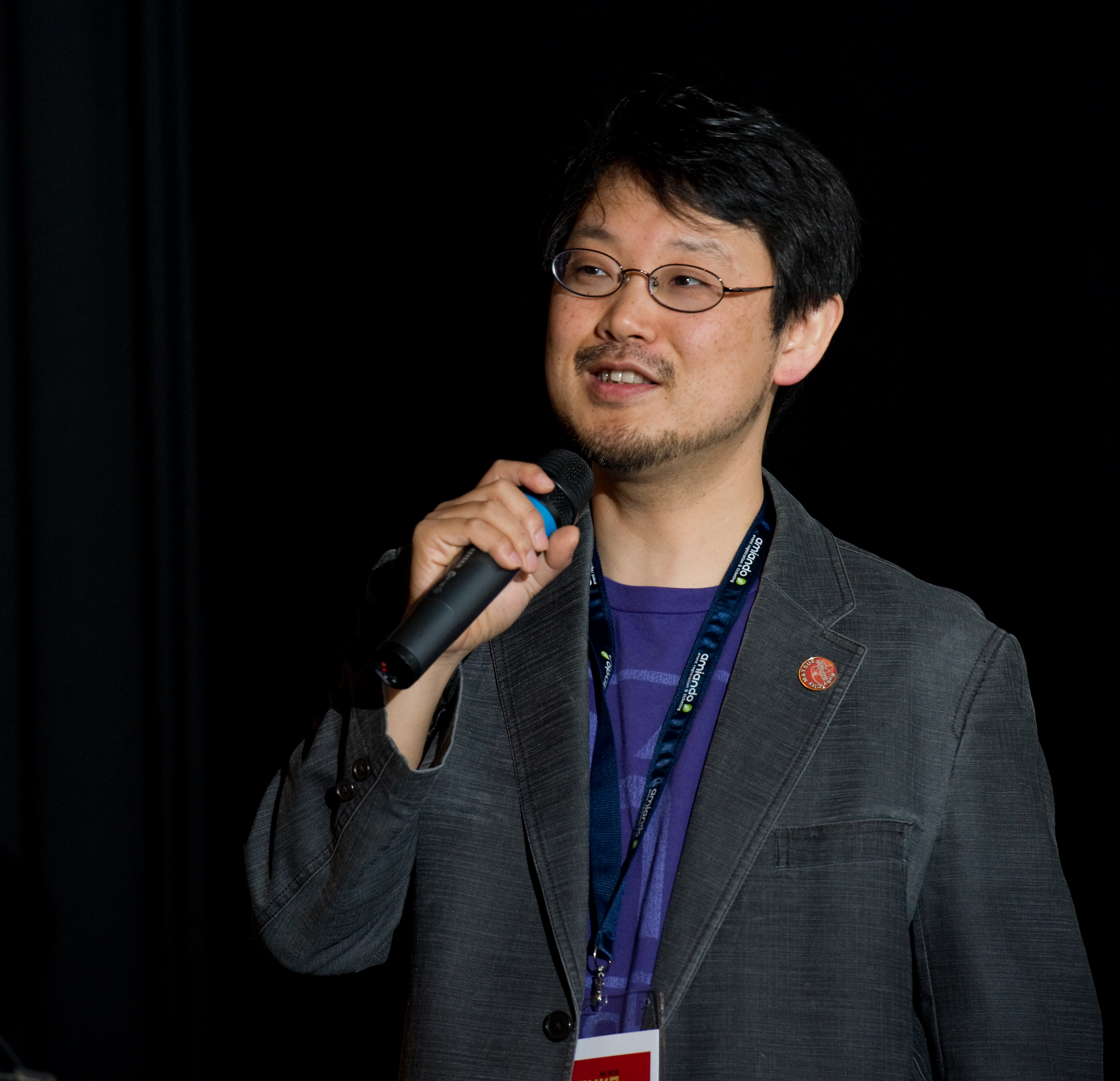
Yukihiro Matsumoto (* 1965)

- Matsumoto, Yukio (* 1944), japanischer Mathematiker
- Matsumoto, Yūma (* 1999), japanischer Fußballspieler
- Matsumura, Goshun (1752–1811), japanischer Maler
- Matsumura, Jinzō (1856–1928), japanischer Botaniker
- Matsumura, Katsuya (* 1963), japanischer Filmregisseur und Drehbuchautor
- Matsumura, Keibun (1779–1843), japanischer Maler
- Matsumura, Kenzō (1883–1971), japanischer Politiker
- Matsumura, Kōki (* 1996), japanischer Fußballspieler
- Matsumura, Kosuke (* 2004), japanischer Fußballspieler
- Matsumura, Mitsuru (* 1957), japanischer Eiskunstläufer
- Matsumura, Motoharu (* 1946), japanischer Skilangläufer
- Matsumura, Naoto (* 1959), japanischer Tierschützer
- Matsumura, Ryō (* 1994), japanischer Fußballspieler
- Matsumura, Sere (* 2003), japanischer Fußballspieler
- Matsumura, Sōkon, japanischer Karatemeister
- Matsumura, Tatsuo (1914–2005), japanischer Schauspieler
- Matsumura, Teizō (1929–2007), japanischer Komponist
- Matsumura, Yasuhiro (* 1955), japanischer Mediziner (Onkologie)
- Matsumura, Yoshifumi (* 1964), japanischer Politiker
- Matsumura, Yūri (* 1979), japanischer Fußballspieler
- Matsumura, Yūta (* 2001), japanischer Fußballspieler

#### Matsun
- Matsunaga Hisahide (1510–1577), Daimyo
- Matsunaga, Akira (1914–1943), japanischer Fußballspieler
- Matsunaga, Akira (* 1948), japanischer Fußballspieler
- Matsunaga, Goichi (1930–2008), japanischer Poet, Literaturkritiker und Schriftsteller
- Matsunaga, Hideki (* 1963), japanischer Fußballspieler
- Matsunaga, Kazufumi (* 1956), japanischer Gitarrist
- Matsunaga, Kazuyoshi (* 1977), japanischer Fußballspieler
- Matsunaga, Mitsuo (1939–2009), japanischer Judoka
- Matsunaga, Nobuo (1921–2007), japanischer Fußballspieler
- Matsunaga, Seki (1928–2013), japanischer Fußballspieler
- Matsunaga, Sekigo (1592–1657), japanischer Konfuzianist
- Matsunaga, Shigetatsu (* 1962), japanischer Fußballspieler
- Matsunaga, Shin (* 1940), japanischer Grafikdesigner
- Matsunaga, Shōhei (* 1989), japanischer Fußballspieler
- Matsunaga, Spark (1916–1990), US-amerikanischer Politiker
- Matsunaga, Taiga (* 1998), japanischer Fußballspieler
- Matsunaga, Teitoku (1571–1654), japanischer Dichter und Gelehrter
- Matsunaga, Tomohiro (* 1980), japanischer Ringer
- Matsunaga, Tomoko, japanische Fußballspielerin
- Matsunaga, Toyokazu (* 1964), japanischer Manga-Zeichner
- Matsunaga, Yasuzaemon (1875–1971), japanischer Unternehmer
- Matsunagane, Yuto (* 2004), japanischer Fußballspieler
- Matsunami, Erika (* 1963), japanisch-deutsche Tänzerin, Bildhauerin, Video-, Installations- und Performancekünstlerin
- Matsunami, Kenta (* 1971), japanischer Politiker
- Matsunami, Masanobu (* 1974), japanischer Fußballspieler
- Matsuno, Clara (1853–1931), deutsche Kindergärtnerin und Pionierin des japanischen Kindergartensystems
- Matsuno, Hirokazu (* 1962), japanischer Politiker
- Matsuno, Keisuke (* 1985), deutscher Jazzmusiker
- Matsuno, Rina (1998–2017), japanische Sängerin und Schauspielerin
- Matsuno, Shūji (* 1963), japanischer Badmintonspieler
- Matsuno, Taiki (1967–2024), japanischer Synchronsprecher und Schauspieler
- Matsuno, Yorihisa (* 1960), japanischer Politiker

#### Matsuo
- Matsuo, Atsushi (* 1990), japanischer Fußballspieler
- Matsuo, Bashō (1644–1694), japanischer Dichter
- Matsuo, Kazuko (1935–1992), japanische Sängerin und Schauspielerin
- Matsuo, Kazumi (* 1974), japanische Marathonläuferin
- Matsuo, Keisuke (* 1996), japanischer Volleyballspieler
- Matsuo, Naoto (* 1979), japanischer Fußballspieler
- Matsuo, Shizuka (* 1986), japanische Badmintonspielerin
- Matsuo, Shōgo (* 1987), japanischer Fußballspieler
- Matsuo, Tomomi (* 1968), japanische Badmintonspielerin
- Matsuo, Toshio (1926–2016), japanischer Maler
- Matsuo, Yūsuke (* 1997), japanischer Fußballspieler
- Matsuo, Yūsuke (* 2000), japanischer Fußballspieler
- Matsuoka, Akiyoshi (1945–2017), japanischer Skilangläufer
- Matsuoka, Daichi (* 1999), japanischer Fußballspieler
- Matsuoka, Daiki (* 2001), japanischer Fußballspieler
- Matsuoka, Eikyū (1881–1938), japanischer Maler
- Matsuoka, Hayato (* 2005), japanischer Fußballspieler
- Matsuoka, Hisashi (1862–1944), japanischer Maler
- Matsuoka, Joan (1668–1746), japanischer Naturforscher und Pharmakologe
- Matsuoka, Komakichi (1888–1958), japanischer Politiker
- Matsuoka, Misato (* 2001), japanische Synchronsprecherin (Seiyū) und Rock- bzw. Popsängerin
- Matsuoka, Naoya (1937–2014), japanischer Jazz- und Fusionmusiker
- Matsuoka, Rimu (* 1998), japanischer Fußballspieler
- Matsuoka, Ryōsuke (* 1984), japanischer Fußballspieler
- Matsuoka, Satoshi (* 1963), japanischer Informatiker
- Matsuoka, Shūzō (* 1967), japanischer Tennisspieler
- Matsuoka, Toshikatsu (1945–2007), japanischer Politiker
- Matsuoka, Yasunobu (* 1986), japanischer Fußballspieler
- Matsuoka, Yoshihiko (* 1977), japanischer Fußballspieler
- Matsuoka, Yoshiyuki (* 1957), japanischer Judoka
- Matsuoka, Yōsuke (1880–1946), japanischer Politiker und AußenministerMatsuoka Yōsuke (1880–1946)

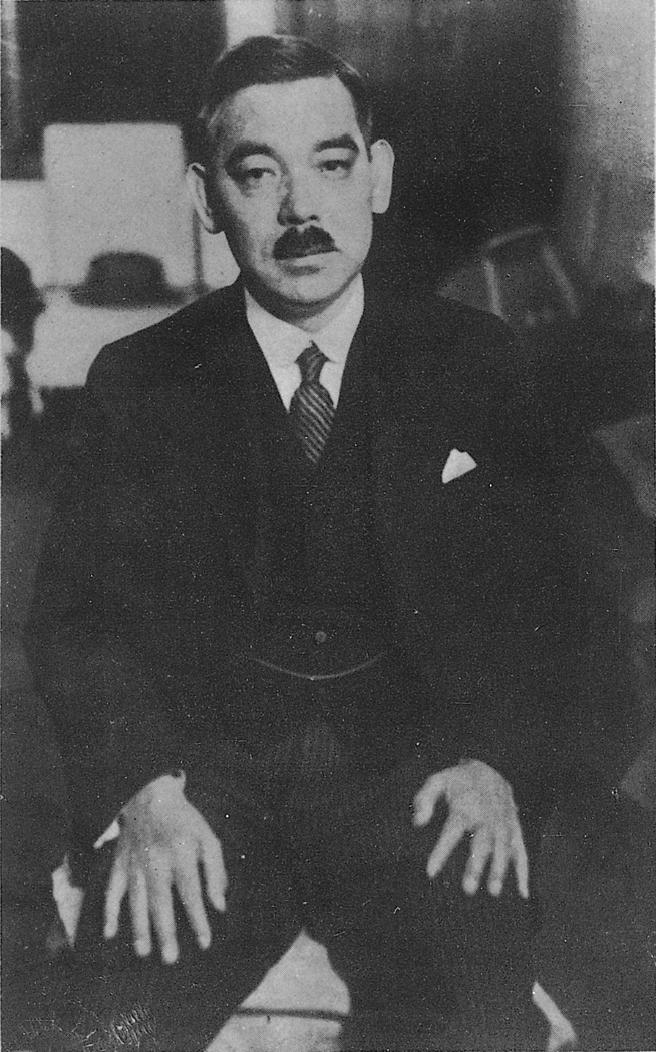
Matsuoka Yōsuke (1880–1946)

#### Matsus
- Matsushima, Hitoshi (* 1980), japanischer Fußballspieler
- Matsushima, Keiji (* 1967), japanischer Jazzmusiker
- Matsushima, Midori (* 1956), japanische Politikerin
- Matsushima, Nanako (* 1973), japanische Schauspielerin und Model
- Matsushima, Sora (* 2007), japanischer Tischtennisspieler
- Matsushima, Yozō (1921–1983), japanischer Mathematiker
- Matsushita Kōnosuke (1894–1989), japanischer Industrieller
- Matsushita Shin’ichi (1922–1990), japanischer Komponist
- Matsushita, Daisaburō (1878–1935), japanischer Linguist
- Matsushita, Daisuke (* 1981), japanischer Fußballspieler
- Matsushita, Hiro (* 1961), US-amerikanisch-japanischer Rennfahrer und Geschäftsmann
- Matsushita, Junto (* 1991), japanischer Fußballspieler
- Matsushita, Kazuma (* 1982), japanischer Fußballspieler
- Matsushita, Kō (* 1962), japanischer Komponist und Dirigent
- Matsushita, Kōhei (* 1985), japanischer Fußballspieler
- Matsushita, Kōji (* 1967), japanischer Tischtennisspieler
- Matsushita, Megumi (* 1981), japanische Schauspielerin
- Matsushita, Mitsuo (* 1933), japanischer Jurist, Hochschullehrer und Mitglied des Appellate Bodys der Welthandelsorganisation
- Matsushita, Naoki (* 1978), japanischer Fußballspieler
- Matsushita, Nobuharu (* 1993), japanischer AutomobilrennfahrerNobuharu Matsushita (* 1993)

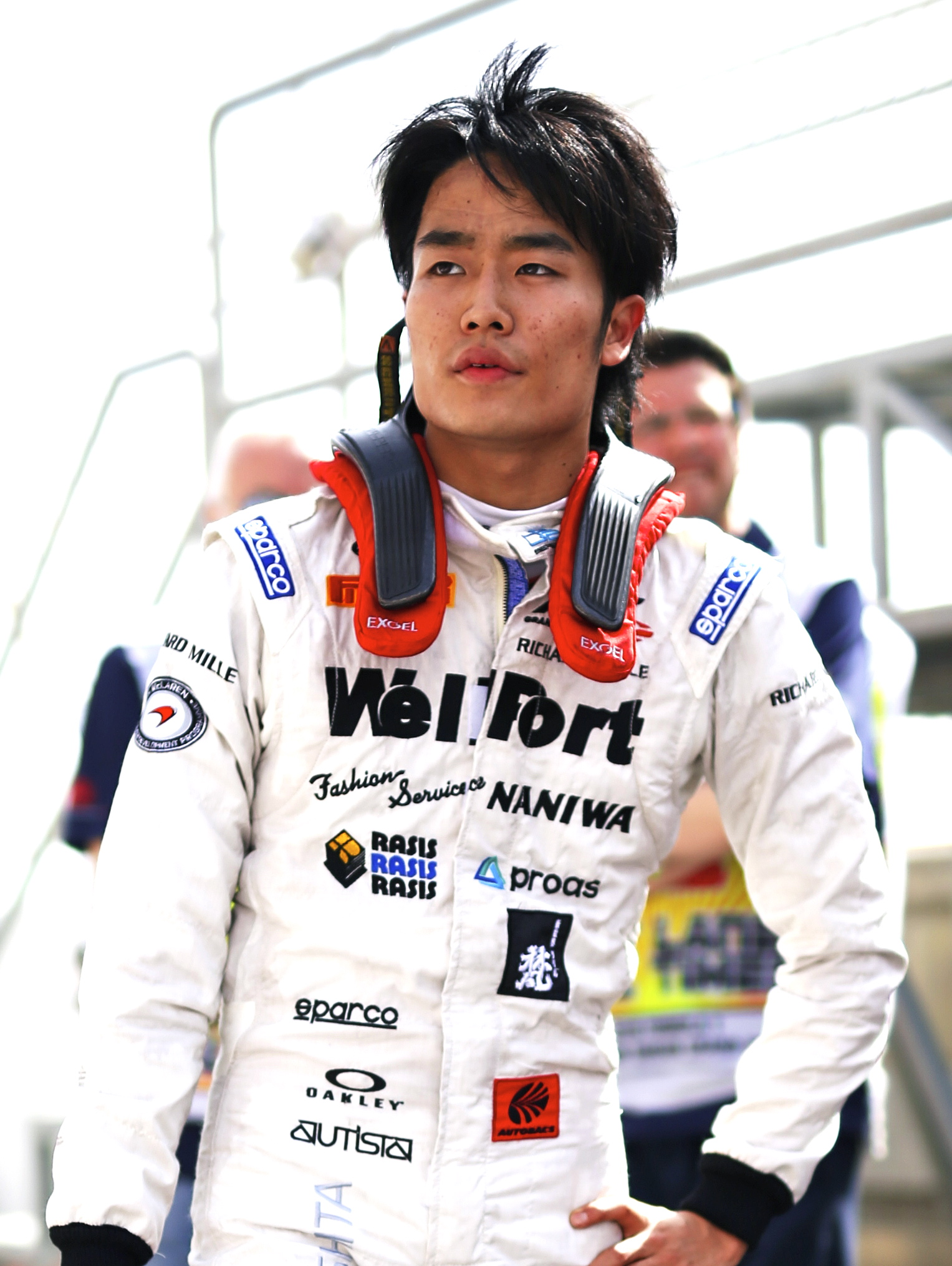
Nobuharu Matsushita (* 1993)

- Matsushita, Sachie (* 1976), japanische Pianistin und Komponistin
- Matsushita, Tadahiro (1939–2012), japanischer Politiker
- Matsushita, Takayoshi (* 1953), japanischer Bogenschütze
- Matsushita, Tomoyuki (* 2005), japanischer Schwimmer
- Matsushita, Toshihiro (* 1983), japanischer Fußballspieler
- Matsushita, Yoshiki (* 1994), japanischer Fußballspieler
- Matsushita, Yoshito (* 1989), japanischer Fußballspieler
- Matsushita, Yūki (* 1981), japanischer Fußballspieler
- Matsushita, Yūya (* 1990), japanischer J-Pop-Sänger und Schauspieler

#### Matsut
- Matsutake, Hideki (* 1951), japanischer Musiker
- Matsutani, Miyoko (1926–2015), japanische Kinderbuchautorin
- Matsutani, Rainer (* 1964), deutscher Regisseur und Drehbuchautor
- Matsutani, Takesada (* 1937), japanischer Maler, Grafiker und Installationskünstler
- Matsutomo, Misaki (* 1992), japanische Badmintonspielerin
- Matsutōya, Yumi (* 1954), japanische Sängerin und Songschreiberin

#### Matsuu
- Matsuura Isao (1923–2002), japanischer Politiker
- Matsuura, Atsushi (* 1981), japanischer Fußballspieler
- Matsuura, Atsushi (* 1982), japanischer Fußballspieler
- Matsuura, Aya (* 1986), japanische Schauspielerin und Sängerin
- Matsuura, Eleanor (* 1983), britische SchauspielerinEleanor Matsuura (* 1983)

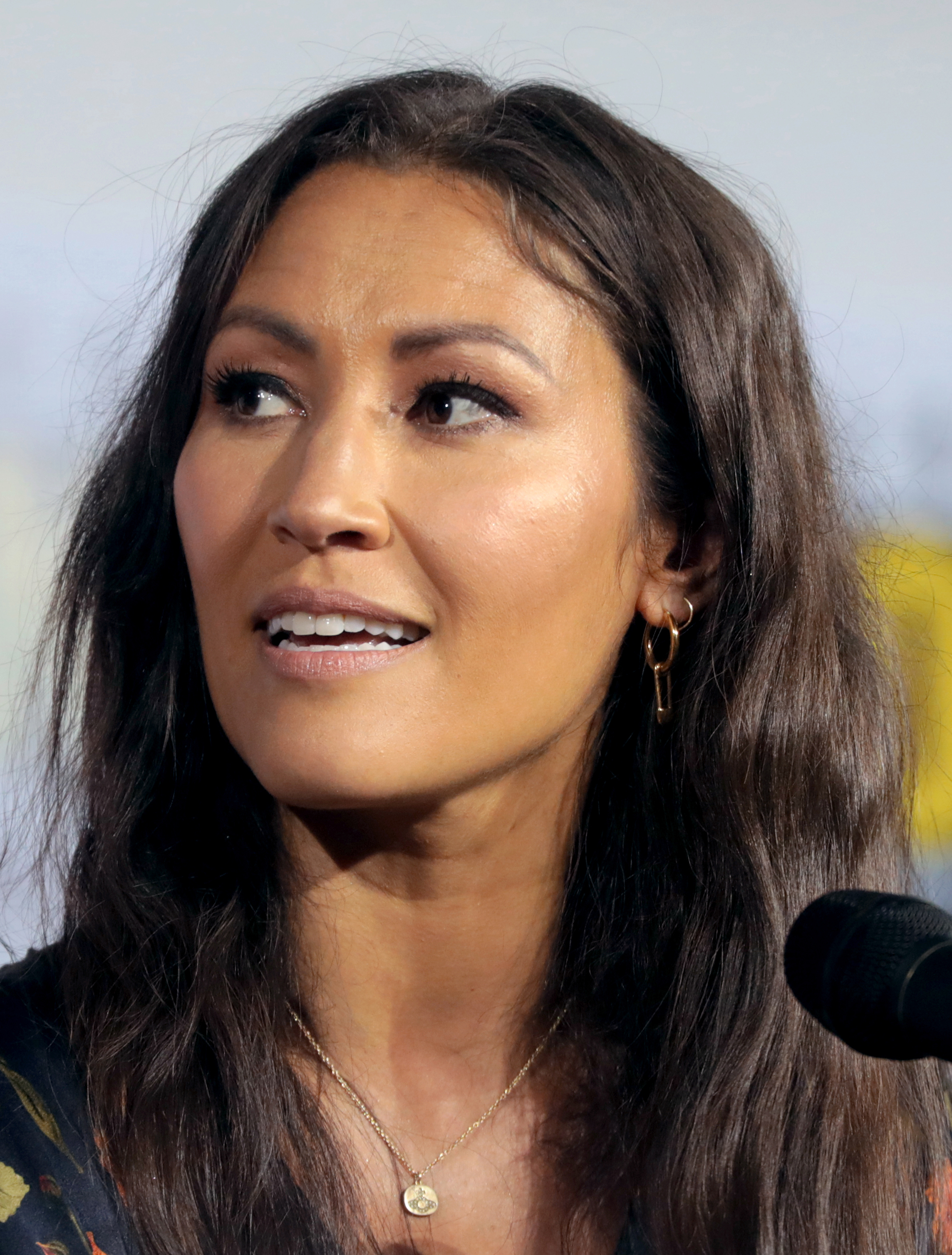
Eleanor Matsuura (* 1983)

- Matsuura, Everaldo (* 1970), brasilianischer Schachspieler
- Matsuura, Hideaki (* 1981), japanischer Fußballspieler
- Matsuura, Hiroshi (* 1968), japanischer Eishockeyspieler
- Matsuura, Hisaki (* 1954), japanischer Schriftsteller, Literatur- und Kulturwissenschaftler
- Matsuura, Isamu (* 1991), japanischer Fußballspieler
- Matsuura, Kin’ya (* 1938), japanischer Komponist
- Matsuura, Kōichirō (* 1937), japanischer Diplomat und Generaldirektor der UNESCO
- Matsuura, Kōji (* 1980), japanischer Fußballspieler
- Matsuura, Megumi (* 1984), japanische Biathletin
- Matsuura, Michael Gorō (* 1952), japanischer Geistlicher, römisch-katholischer Bischof von Nagoya
- Matsuura, Rieko (* 1958), japanische Schriftstellerin
- Matsuura, Shinji (* 1964), japanischer Badmintonspieler
- Matsuura, Takeshirō (1818–1888), japanischer Reisender, Kartograph, Schriftsteller, Sammler und Künstler
- Matsuura, Takuya (* 1988), japanischer Fußballspieler
- Matsuura, Toshio (* 1955), japanischer Fußballspieler
- Matsuura, Toyoaki (1929–2011), japanischer klassischer Pianist
- Matsuura, Yoshiki (* 2001), japanischer Fußballspieler

#### Matsuy
- Matsuya, Midori (1943–1994), japanischer Pianist
- Matsuyama, Daichi (* 1974), japanischer Fußballspieler
- Matsuyama, Hideki (* 1992), japanischer Golfsportler
- Matsuyama, Hiroaki (* 1967), japanischer Fußballspieler
- Matsuyama, Ken’ichi (* 1985), japanischer SchauspielerKen’ichi Matsuyama (* 1985)

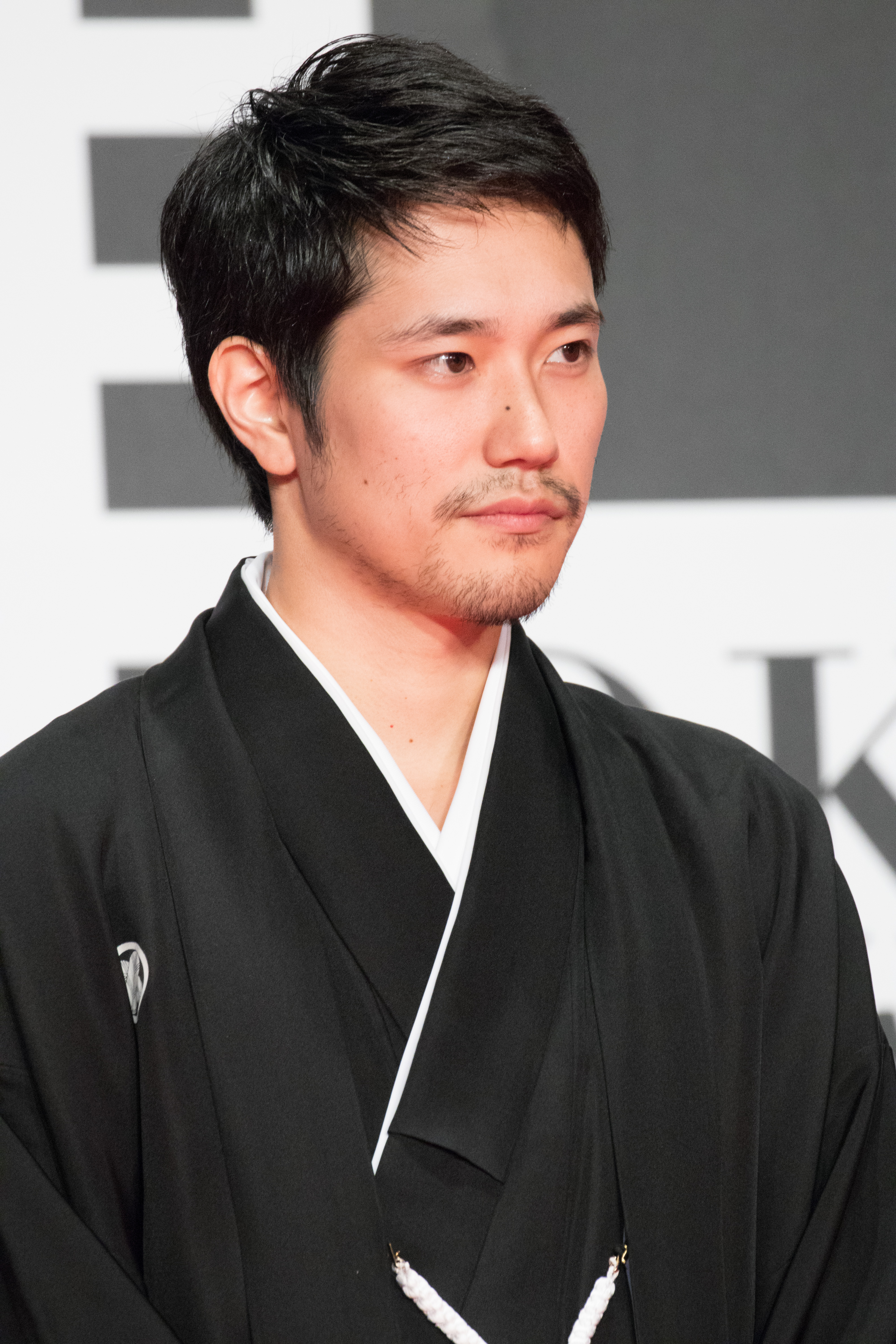
Ken’ichi Matsuyama (* 1985)

- Matsuyama, Kenta (* 1998), japanischer Fußballspieler
- Matsuyama, Kiminori (* 1957), japanischer Wirtschaftswissenschaftler und Hochschullehrer
- Matsuyama, Kyōsuke (* 1996), japanischer Florettfechter
- Matsuyama, Masanori (* 1950), japanischer Amateurastronom
- Matsuyama, Nami (* 1998), japanische Badmintonspielerin
- Matsuyama, Takashi (1908–1977), japanischer Artdirector
- Matsuyama, Takuma (* 2004), japanischer Motorradrennfahrer
- Matsuyama, Yoshiyuki (* 1966), japanischer Fußballspieler
- Matsuyama, Zenzō (1925–2016), japanischer Drehbuchautor und Regisseur
- Matsuyo, Naoki (* 1974), japanischer Fußballspieler
- Matsuyuki, Yasuha (* 1999), japanische Ringerin

#### Matsuz
- Matsuzaka, Daisuke (* 1980), japanischer Baseballspieler in der Major League Baseball
- Matsuzaka, Takeshi (1939–2014), japanischer Judoka
- Matsuzaki, Kai (* 1997), japanischer Fußballspieler
- Matsuzaki, Kimiyo (* 1938), japanische Tischtennisspielerin
- Matsuzaki, Utage (* 1965), japanische Curlerin
- Matsuzaki, Yūki (* 1981), japanischer Schauspieler
- Matsuzawa, Akira (* 1997), japanischer Fußballspieler
- Matsuzawa, Kaito (* 2001), japanischer Fußballspieler
- Matsuzawa, Koki (* 1992), japanischer Fußballspieler
- Matsuzawa, Shigefumi (* 1958), japanischer Politiker
- Matsuzawa, Tetsurō (* 1950), japanischer Primatologe und Verhaltensforscher

### Matsy
- Matsyendra, indischer Heiliger und Begründer des Kaula-Tantra